# Hannibal Hamlin
Hannibal Hamlin (Paris, 27 de agosto de 1809 — Bangor, 4 de julho de 1891) foi um político estadunidense. Membro do Partido Republicano, foi vice-presidente durante a presidência de Abraham Lincoln de 1861 a 1865. Anteriormente, governou o estado de Maine (1857) e integrou ambas as casas do Congresso dos Estados Unidos (1843 a 1847 e de 1848 a 1861). Na reeleição, em 1864, foi substituído por Andrew Johnson, por ser necessário um político sulista de expressão para ajudar na consolidação da união após a Guerra da Secessão (1861 a 1865). Posteriormente foi novamente eleito para o Senado dos Estados Unidos (1869 a 1881) e foi embaixador na Espanha.

## Vida
Nascido em Paris, Maine (parte de Massachusetts até 1820), Hamlin administrou a fazenda de seu pai antes de se tornar editor de jornal. Ele estudou direito, foi admitido na ordem dos advogados em 1833 e começou a exercer a profissão em Hampden, Maine. Originalmente um democrata, Hamlin começou sua carreira política com a eleição para a Câmara dos Representantes do Maine em 1835 e uma nomeação para o estado-maior militar do Governador do Maine. Como oficial da milícia, ele participou das negociações de 1839 que ajudaram a encerrar a Guerra de Aroostook. Hamlin foi eleito duas vezes para a Câmara dos Representantes dos Estados Unidos onde serviu de 1843 a 1847. Em 1848, a Câmara do Estado o elegeu para o Senado dos Estados Unidos, onde serviu até janeiro de 1857. Ele serviu temporariamente como governador do Maine por seis semanas no início de 1857, após o que ele retornou ao Senado. Hamlin era um oponente ativo da escravidão; ele apoiou o Wilmot Proviso e se opôs ao Compromisso de 1850. Em 1854, ele se opôs fortemente à aprovação da Lei Kansas-Nebraska. As visões cada vez mais antiescravistas de Hamlin fizeram com que ele trocasse o Partido Democrata pelo recém-formado Partido Republicano em 1856.
Na eleição de 1860, Hamlin foi o candidato republicano para vice-presidente. Selecionado para concorrer com Abraham Lincoln, que era de Illinois, Hamlin foi escolhido em parte para trazer equilíbrio geográfico à chapa e em parte porque, como um ex-democrata, ele poderia trabalhar para convencer outros democratas antiescravistas de que seu futuro estava nas mãos dos republicanos Festa. A passagem de Lincoln e Hamlin foi bem-sucedida, e Hamlin serviu como vice-presidente de 1861 a 1865, o que incluiu todos, exceto o último mês da Guerra Civil Americana. O primeiro vice-presidente republicano, Hamlin, ocupou o cargo em uma época em que o cargo era considerado mais parte do poder legislativo do que do executivo; ele não era pessoalmente próximo de Lincoln e não desempenhou um papel importante em sua administração. Mesmo assim, Hamlin apoiou o programa legislativo do governo em seu papel como presidente do Senado e procurou outras maneiras de demonstrar seu apoio à União, incluindo um termo de serviço em uma unidade de milícia do Maine durante a guerra.
Para a eleição de 1864, Hamlin foi substituído como candidato a vice-presidente por Andrew Johnson, um democrata do sul escolhido por seu apelo aos unionistas do sul. Depois de deixar a vice-presidência, Hamlin serviu como coletor do porto de Boston, um cargo lucrativo para o qual foi indicado por Johnson depois que este último assumiu a presidência após o assassinato de Lincoln. No entanto, Hamlin mais tarde renunciou ao cargo de Colecionador por causa de seu desacordo com Johnson sobre a Reconstrução dos antigos Estados Confederados da América.
Em 1869, Hamlin foi eleito novamente para o Senado dos Estados Unidos e cumpriu dois mandatos. Depois de deixar o Senado em 1881, ele serviu brevemente como Embaixador dos Estados Unidos na Espanha antes de retornar ao Maine no final de 1882. Após se aposentar, Hamlin morava em Bangor, Maine, onde morreu em 1891. Ele foi enterrado no Cemitério Mount Hope em Bangor.